# Marinus Kooger

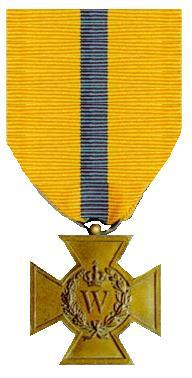
Bronzen Kruis 1941

Marinus Jan Kooger (3 oktober 1902 - Texel, 27 april 1987) was Engelandvaarder. 
Kooger was op 12 augustus 1931 met de Gooise Elisabeth (Els) van den Berg (1904-1970) getrouwd. Ze woonden in Vlissingen. Kooger was loods op de Westerschelde.
Kooger zat ondergedoken op een van de eilanden totdat hij met een groep Texelaars en vier Georgische militairen aan boord van de Joan Hodshon, een reddingsboot die bij De Cocksdorp lag, naar Engeland ging.  Ze vertrokken op 9 april 1945 's ochtends na middernacht en kwamen 's avonds om 9 uur bij Mundesley, Engeland aan. Daar werden ze door een Engelse coaster naar wal gebracht. Alleen Cor Dros en Jan Bakker bleven aan boord om de boot te bewaken.
De groep werd gescheiden van de Georgiërs, die apart werden geïnterneerd. De Texelaars werden in barakken ondergebracht in de buurt van Londen. Vanaf 13 april werd de groep enkele dagen verhoord. Toen de inlichtingendienst besloot de mannen te vertrouwen, werden ze naar Londen gebracht. Ze vroegen de overheid om hulp naar Texel te sturen, maar dat verzoek werd geweigerd om de voedseldroppings niet te verstoren.
Op 29 mei 1945 waren ze weer terug op het eiland. In 1946 werden de Engelandvaarders door koningin Wilhelmina op 't Loo ontvangen en in 1949 kregen ze van prins Bernhard het Bronzen Kruis.     